# Gornja Lipovača
Gornja Lipovača (szerbül: Горња Липовача), falu Gradiška községben, Bosznia-Hercegovinában, Bosanska krajina területén, a Szerb Köztársaságban. 

## Fekvése
Bosznia-Hercegovina északi részén, Banja Lukától légvonalban 38, közúton 47 km-re északra, községközpontjától légvonalban és közúton 2 km-re délre, 92 méteres magasságban, a vrbaškamenti síkságon fekszik.

## Népessége
| Nemzetiségi csoport | Népesség 1991 | Népesség 2013 |
| ------------------- | ------------- | ------------- |
| Szerb               | 39            | 226           |
| Bosnyák             | 823           | 289           |
| Horvát              | 32            | 12            |
| Jugoszláv           | 48            | 0             |
| Egyéb               | 50            | 21            |
| Összesen            | 992           | 548           |

## Története
A település területe Obradovac részeként 1878-ig tartozott az Oszmán Birodalomhoz, ekkor a berlini kongresszus határozata alapján az Osztrák-Magyar Monarchia része lett. A monarchia szétesésével 1918-ban előbb a Szerb-Horvát-Szlovén Királyság, majd 1929-től a Jugoszláv Királyság része. Jugoszlávia megszállása után a település a Független Horvát Állam (NDH) része lett. A falu 1945-től a szocialista Jugoszlávia része volt. A boszniai háború idején a település a Boszniai Szerb Köztársaság része volt. A daytoni békeszerződést követő területfelosztásnál a település Bosanska Gradiška község részeként a Szerb Köztársaság területéhez került.